# FOREVER 1
是大韩民国女子音樂團體少女时代的第7張韓語正規專輯，由SM娛樂製作，Dreamus發行，於2022年8月5日下午6點透過各大串流媒體公開全專音源，8月8日發行實體專輯。是繼2017年8月7日發行的《Holiday Night》後，睽違5年發行的正規專輯，亦是紀念少女時代出道15週年。專輯共收錄10首歌曲。

## 背景
SM娛樂於2022年5月17日宣布少女時代將於8月發行新專輯回歸，這是組合自2017年發表第六張正規專輯《Holiday Night》以來時隔5年的回歸，亦是紀念少女時代出道15週年。成員秀英出演節目時透露此次將以正規專輯的形式回歸歌壇。

## 歌曲
專輯一開場，迎接的是成員們用清爽歌聲演唱的同名主打歌，這是首充滿活力且歡快的流行舞曲，歌詞表達中對珍貴之人的永恆愛意。由KENZIE量身打造，他是組合出道以來的合作音樂家，為了體現出與〈再次重逢的世界〉相似的感覺，製作耗時1年多，該歌曲被雜誌《柯夢波丹》評選為2022最佳KPOP歌曲第二名，被形容為寫給忠實粉絲的情書。是組合為至始至終都給予支持鼓勵的粉絲製作的歌曲，講述只要不斷許願就能再次見面。允兒表示這是組合音色最突出的歌曲，當她聽到其他成員的歌聲時，忍不住哽咽，急迫地想讓粉絲也能聽到。第三首歌曲由合成器、重鼓節拍和輕快鋼琴旋律構成的節奏藍調電子舞曲，它描繪出久別重逢的兩人再次感受到的初次相遇的心動，秀英與參與歌曲作詞，兩人接受採訪時表示：「雖然是初次合作作詞，但我們心靈相通一眼就能理解對方的想法，我們有很好的化學反應，歌詞寫得很快」。
第四首歌曲也由秀英、共同創作，後者還參與作曲、製作，組合稱它為「我們真正的原創歌曲之一」。〈Villain〉帶有強烈貝斯和重低音，歌詞闡述爲了他人，那怕變成反派也在所不惜的決心。為了完美呈現歌曲，給予每位成員特別指導，甚至要求拿出演唱會時充滿鬥志的氣勢演唱。太妍表示如果歌曲能有音樂錄影帶想必會是非常驚人，想像成員們扮演不同的強大女性形象演出，合作出一場黑暗且宏大的故事。下一首電子流行歌曲，成員們用尖銳且強烈的聲音演唱著關於一名角色執行復仇使對手陷入恐懼的故事。不少評論認為2首歌曲體現了少女時代黑暗的一面，曲風有如aespa般，帶有先鋒、實驗和未來主義的元素，後者更被視為的延續，太妍則回應雖然有著相似的歌詞和音樂，但它們實際上是獨立作品。
同樣也是流行歌曲的有著歡快的氛圍，旋律由即興演奏的鋼琴和感性的迪斯科構成。俞利稱這是過半成員評選滿意度前3的歌曲。第七首歌曲是首溫馨的節奏藍調歌曲，它用柔和的吉他旋律唱出保護至親之人免受黑暗侵襲的渴望。中速的〈完美畫面〉用活潑逗趣的合成器描繪希望能夠定格和喜愛之人共度夏夜的幸福瞬間，俞利表示她很喜歡，因為可以聽到成員們的安慰人聲和我們偉大和音。配合著流行合成器和豐滿的和音，第九首給人如夢似幻的感覺，即愛情能令人發現自我，感到自由。專輯的最後曲目〈紙飛機〉是首輕快柔快的中速流行歌，歌詞將追尋夢想的人們比作紙飛機，藉此傳遞溫暖的鼓勵。

## 發行與宣傳

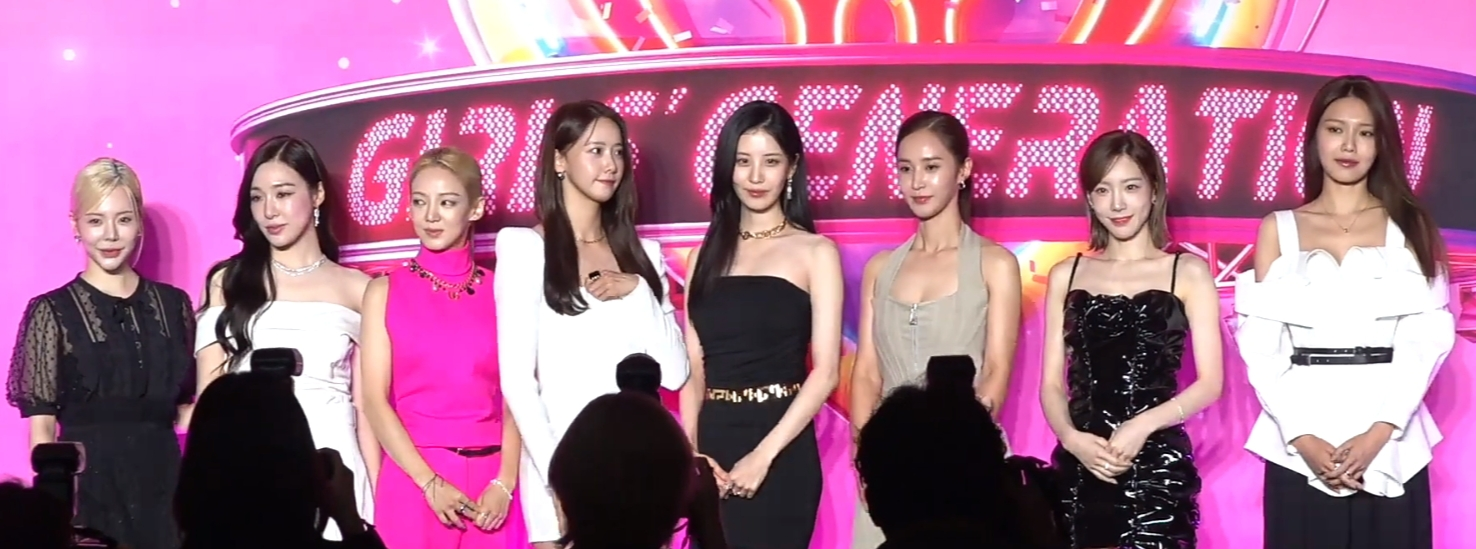
少女時代在《FOREVER 1》發布記者會

7月25日，官方社群網站公開一則影片，宣佈專輯名稱為，並表示專輯將收錄10首歌曲。26日公開專輯日程表，7月27日至29日公開第一波概念照、30日公開Mood Sampler、31日至8月3日公開第二波概念照，8月4日發佈主打歌預告影片。8月5日下午6點專輯音源與主打歌音樂錄影帶同時公開。實體專輯於8日正式發售，分為「一般（Standard）」、「豪華（Deluxe）」兩個版本，一般版包含96頁專輯內頁、CD、海報和從8種款式中隨機獲得1份的明信片、折疊海報、相片卡，豪華版則收錄108頁的專輯內頁、CD、歌詞頁、貼紙和照片卡1各1份，豪華海報2款取1，以及從共8種隨機獲得1種的門票、邀請卡、照片卡2。
為了紀念少女時代出道15週年和睽違5年發行的第7張正規專輯，少女時代籌備了多樣化的宣傳活動，以團體綜藝節目《少時貪探》為起點，6月24日，依據韓國媒體SPOTV NEWS獨家新聞表示組合於7月15日錄製完成《驚人的星期六》。30日，韓國媒體JoyNews24獨家報導少女時代將出演《文明特急》，錄製於7月20日完成。依據韓國媒體edaily獨家新聞表示，組合將出演《認識的哥哥》，節目於7月28日錄製完成。少女時代在專輯發售前夕舉行記者會，並於YouTube和TikTok上舉辦倒數活動，成員們一邊介紹著專輯，一邊與粉絲共同慶祝出道15週年。
同名專輯主打〈Forever 1〉一同和音樂錄影帶公開，隨後影片爆出抄襲爭議，導演申熙元發表道歉申明，並移除了爭議素材。組合原定11日參與Mnet的《M Countdown》演出，但由於徐玄確診而取消。少女時代於19日回歸舞台，她們先是登上KBS2的《音乐银行》，接著又於20日、21日參與MBC的《Show! 音樂中心》和SBS的《人气歌谣》演出。此外，組合還出席8月20日的演唱會，這是繼2017年《SMTOWN Live World Tour VI》來睽違5年再度以完整體的形式演出。

## 專業評價
| 評論得分      | 評論得分 |
| 來源          | 評分     |
| ------------- | -------- |
| NME           | [ 14 ]   |
| Pitchfork     | 7.2/10   |
| This is Hype! | 8/10     |

《告示牌》形容這是少女時代給粉絲的情書。《新音乐快递》的塔努·伊·拉傑（Tanu I. Raj）給予專輯4/5星，認為組合在延續經典的同時仍持續創新，不僅僅只是慶祝組合的週年禮物，它還完美展現組合此時此刻的生氣和活力。Pitchfork的約書亞·敏秀·金（Joshua Minsoo Kim）從10分滿分中給予專輯7.2分，評價道這是她們最好的專輯之一，它簡潔幹練，可以看出女孩們玩得很開心，雖然有點像被迫加入KWANGYA宇宙。
的杜伊·吉森（Duey Guison）評分8/10分，表示提醒我們儘管過了許久，少女時代仍是最好的K-POP女團之一。吉森喜歡、和〈完美畫面〉呈現的懷舊感，他稱是專輯中最好的曲目，對比顯得過於刻意且追隨當前K-POP潮流的，毫不費力地展現他們先鋒前衛的聲音。

## 商業成績
專輯一經發行，即登頂31國iTunes專輯冠軍。在韓國，分別以首周銷量185,687張、198,042張空降Hanteo销量专辑榜和Circle Chart專輯榜亞軍。
還登上其他音樂排行榜。它位居日本Oricon專輯榜第9名和《日本公告牌》Hot Albums第18名。登上英國數位專輯榜第28名以及美国《告示牌》第16名、第88名。專輯空降香港、馬來西亞、新加坡和台灣KKBOX韓語專輯週榜冠軍。

## 收錄曲目
| 《》     | 《》                                  | 《》                      | 《》                                                                                              | 《》                        | 《》  |
| 曲序     | 曲目                                  |                           | 作曲                                                                                              | 编曲                        | 时长  |
| -------- | ------------------------------------- | ------------------------- | ------------------------------------------------------------------------------------------------- | --------------------------- | ----- |
| 1.       | FOREVER 1                             | KENZIE                    | KENZIE Ylva Dimberg                                                                               | KENZIE Moonshine            | 3:22  |
| 2.       | Lucky Like That                       | 황유빈(VERYGOODS)         | Sebastian Thott Linnea Deb （ 英语 ： Linnea Deb） David Strääf                                             | Thott                       | 2:51  |
| 3.       | Seventeen                             | 이오늘 秀英 Tiffany Young | Daniel "Obi" Klein Charli Taft Andreas Oberg Emily Kim                                            | Obi IMLAY                   | 3:08  |
| 4.       | Villain                               | 秀英 Tiffany Young        | Young Josh Cumbee （ 英语 ： Josh Cumbee）                                                                   | Cumbee Moonshine            | 3:02  |
| 5.       | You Better Run                        | 문혜민                    | Grace Tither Kyle MacKenzie Keir MacCulloch Katya Edwards                                         | MacKenzie MacCulloch        | 2:45  |
| 6.       | Closer                                | 문혜민                    | Peter Wallevik 丹尼爾·戴維森 Katy Tizzard Joe Killington                                          | PhD                         | 3:58  |
| 7.       | Mood Lamp                             | 조윤경                    | Jamie Jones Jack Kugell Lamont Neuble Tim Stewart Treasure Davis                                  | Jones Kugell Neuble Stewart | 3:48  |
| 8.       | 完美畫面（완벽한 장면；Summer Night） | 윤(153/Joombas)           | Royal Dive Sofia Kay                                                                              | Dive                        | 3:13  |
| 9.       | Freedom                               | 정하리(153/Joombas)       | Gabriella Bishop Camden Cox Cameron Warren                                                        | St. Louis                   | 3:02  |
| 10.      | 紙飛機（종이비행기；Paper Plane）     | 차리(153/Joombas)         | Moa "Cazzi Opeia" Carlebecker （ 英语 ： Cazzi Opeia） Emily Kim Fredrik "Figge" Hakan Bostrom （ 英语 ： Figge Boström） | Figge                       | 3:30  |
| 总时长： | 总时长：                              | 总时长：                  | 总时长：                                                                                          | 总时长：                    | 32:43 |

## 榜單成績
| 排行榜（2022年）                     | 峰值 |
| ------------------------------------ | ---- |
| 香港（KKBOX韓語專輯週榜）            | 1    |
| 日本（Oricon專輯榜）                 | 9    |
| 日本（《日本公告牌》Hot Albums）     | 18   |
| 馬來西亞（KKBOX韓語專輯週榜）        | 1    |
| 新加坡（KKBOX韓語專輯週榜）          | 1    |
| 韓國（Circle Chart專輯榜）           | 2    |
| 韓國（Hanteo認證专辑榜）             | 1    |
| 韓國（Hanteo销量专辑榜）             | 2    |
| 台灣（五大金榜日韓音樂）             | 1    |
| 台灣（佳佳唱片東洋音樂銷售排行榜）   | 2    |
| 台灣（KKBOX韓語專輯週榜）            | 1    |
| 台灣（MyMusic韓語專輯週榜）          | 1    |
| 英國（官方榜單公司數位專輯榜）       | 28   |
| 美国（《告示牌》Heatseekers Albums） | 16   |
| 美国（《告示牌》）                   | 88   |

| 排行榜（2022年）           | 峰值 |
| -------------------------- | ---- |
| 韓國（Circle Chart專輯榜） | 5    |
| 日本（Oricon專輯榜）       | 30   |

| 排行榜（2022年）         | 峰值 |
| ------------------------ | ---- |
| 韓國（Circle專輯榜）     | 46   |
| 韓國（Hanteo销量专辑榜） | 46   |

## 銷量認證
| 國家或地區                                | 認證   | 銷量     |
| ----------------------------------------- | ------ | -------- |
| 中國大陸                                  | 不適用 | 70,025*  |
| 韓國（韓國音樂內容協會）                  | 白金   | 294,945^ |
| 日本                                      | 不適用 | 13,401^  |
| - *僅含認證的實際銷量 - ^僅含認證的出貨量 |        |          |